# Green Day
A Green Day egy amerikai punk rock együttes. 1989-ben tűnt fel 1000 hours című kislemezével. Elődjének tekinthetjük a két alapító tag előző formációját, a Sweet Children együttest, amelyet elég fiatalon, alig tizennégy évesen alapítottak. Jelenlegi tagjai Billie Joe Armstrong énekes és gitáros, Mike Dirnt basszusgitáros és vokálos, illetve Tré Cool dobos és vokálos. Koncertjeiken még a csapat tagjai Jason White gitáros, Jason Freese billentyűs, szaxofonos, harsonás, Mike Pelino gitáros és Ronnie Blake trombitás.
Legsikeresebb albumuk az 1994-ben kiadott Dookie, amelyből világszerte húszmillió példányt adtak el, ezzel nagy hírnévre téve szert. Ezután már csak a 2004-ben megjelent American Idiot albumuknak sikerült hasonló népszerűséget hoznia, amely világszerte tizenötmillió példányban kelt el. Összesen 65 millió példányban keltek el az albumaik, ebből 24 millió az Amerikai Egyesült Államokban.
A Green Day munkásságát pályafutásuk során számos zenei díjjal jutalmazták.

## Pályafutás

### A kezdetek (1986–1994)
Billie Joe Armstrong és Mike Dirnt 1986-ban, tizennégy évesen alapították meg a Sweet Children együttest a kaliforniai Rodeóban. Armstrong volt az énekes és gitáros, Dirnt a vokálos és basszusgitáros. Első fellépésük 1987. október 17-én volt Vallejóban, Kalifornia államban, a Rod’s Hickory Pit nevű helyen.
1990-ben az együttes úgy döntött, hogy a Sweet Childrent Green Day-re keresztelik át. Ebben az évben csatlakozott a zenekarhoz John Kiffmeyer (Al Sobrante) dobos. A Green Day számot Billie Joe Armstrong írta első élményeiről a marihuánával.
Hamarosan az együttes szerződést kötött egy Kaliforniai kiadóval, a Lookout! Records-szal. Ekkor készítették el első EP-jüket, ami a 1000 Hours címet kapta, majd ezt követte 1990-ben az első album 39/Smooth címmel. Nem sokkal az album megszületése után Kiffmeyer dobos távozott az együttesből, és helyére Tré Cool került. Még ezen a nyáron elindult az első turnéjuk is, egyelőre még az ország határain belül.
A második albumuk 1991-ben készült el, és a Kerplunk címet kapta. 1992 és 1993 számukra csaknem teljes egészében a turnékról szólt, amelyek immáron világra szólóak voltak, így koncerteket adtak Európában is. Az albumból Amerikában közel ötvenezer példány kelt el.

### Nagyvilági pályafutás (1994–1997)
Az elért sikereken felbuzdulva nem sokkal a Kerplunk! album megjelenése után elhagyták a Lookout! Records kiadót, és az ígéretesebbnek látszó Reprise Records vette őket a szárnyai alá. Ezt a rajongók egy része nem fogadta túl jól, de ekkor már készült az újabb nagylemez, amelyet 1994. február 1-jén ki is adtak, a címe pedig Dookie lett. Ez az album nagy ugrás volt számukra. A Basket case és Longview illetve When I Come Around című számaikat már az MTV is előszeretettel sugározta, és toplistákon is előkelő helyeken szerepeltek. A Green Day ebben az évben indult első világ körüli turnéjára is, valamint részt vettek az 1994-es Woodstock fesztiválon.
Alig több mint egy évvel követte ezt újabb albumuk, az 1995. október 10-én megjelent Insomniac. Ez a lemez már nem tudta túlszárnyalni az előzőt. A Dookie popos jellegét a szürke, kissé elborult témák váltották fel. J.A.R. című számukat például az Angus című filmben hallhatjuk viszont, ami eredetileg egy (később, 2000-ben, autóbalesetben elhunyt) barátjukról szól. Mindenesetre ez az időszak díjakban gazdag volt. Az 1996-os, MTV által meghirdetett American Music Awardson három díjat szereztek az év legjobb előadója, a legjobb heavy metal/hard rock előadó és a legjobb alternatív előadó kategóriákban, illetve a „Walking Contradiction” című számukhoz készült videóklippel a Grammy gálán az év legjobb videóklipjének járó címen kívül még a szintén az MTV által meghirdetett MTV Video Music Awardson a legjobb különleges effektek díját söpörhették be. Ezt az időszakot pár hónapos pihenés szakította meg, amely miatt több fellépést is lemondtak.

### A kezdeti sikerek után (1997–2003)
Az 1997-es Nimrodon az eddigiektől eltérően már vonós hangszerek és kürtök is színesítették a hangzásvilágot, valamint a hangulata is nagyban eltért az előző albumaiknál megszokottól. Ez egyfajta váltás volt, amivel a punk stílusvonal elhalványulni látszott. Hitchin’ a ride című számuk ennek ellenére nagy népszerűségnek örvendett, és hetekig a slágerlisták élére került.
Az ezt követő, 2000-ben megjelent Warning című lemez is az előző album által megkezdett irányvonalat követte, ezzel együtt a változásokat a zenekar tagjain is észre lehetett venni. Változott a zene hangulata, és már a szövegek is másképpen szóltak. A 2001-ben megrendezett Kaliforniai Zenei Díjátadó gálán a kilenc jelölésből mind a kilencet díjra váltották.
2001-ben megjelent válogatáslemezük, az International Superhits, amelyen az eddigi legnagyobb slágereiken kívül két új szerzemény is szerepelt, Maria és Poprocks & Coke címmel.

### Újabb sikerek (2004–2006)
2004 szeptemberében jelent meg az új album, az American Idiot, amely újabb világsikereket ért el. A stílusváltás itt már véglegesnek tűnik, az ekkor immáron 15 éves együttes elszakadt a punk stílustól, és a rock illetve pop egyvelegét tálalta felénk. Az album címe is azt mutatja, hogy teljesen más szemszögből tekintenek a dolgokra. Szövegeikben már megvillannak politikai szurkálódások is. Ezzel az albummal újra lázba tudták hozni a rajongókat, és újabb díjak bezsebelésére nyílhatott alkalmuk.

### 21st Century Breakdown (2009–2012)
2009. május 15-én hosszas várakozás után megjelent az együttes legújabb nagylemeze 21st Century Breakdown címmel. A lemez alapvetően pozitív kritikát kapott és két hónap alatt elérte az Egyesült Államokban az aranylemez státuszt. Az American Idiot koncepcióját követve a dalok itt is lineárisan épülnek fel egy pár, Christian és Gloria története köré. Az album három felvonásra van osztva: Heroes and Cons (Hősök és Csalók), Charlatans and Saints (Sarlatánok és Szentek), valamint Horseshoes and Handgrenades (Patkók és Kézigránátok).
Nem sokkal a lemez megjelenése után a Wal-Mart üzletlánc bojkottálta a lemez forgalmazását, mert szerintük a '21st Century Breakdown' sérti a közízlést, és a korongon található számok fiatalkorúaknak egyáltalán nem ajánlhatók. Az áruházlánc addig nem volt hajlandó forgalmazni a lemezt, ameddig a zenekar el nem készíti belőle a “clean” verziót, amelyen nincsenek 'korhatáros' szövegek. A történtekkel kapcsolatosan Billie Joe a következőket nyilatkozta: „A Wal-Mart a legnagyobb áruház az országban, de nem hajlandó kitenni a lemezt a polcra, mert azt akarja, hogy cenzúrázzuk. A válaszunk rövid volt, de egyértelmű: nem! Sosem csináltunk ilyesmit, és nem fogunk a jövőben sem. Ilyenkor úgy érezzük magunkat, mintha 1953-ban lennénk. Ráadásul szerintem semmi mocskos nincs ezen az albumon.” Megegyezés nem született, és a Wal-Mart szóvivője elmondta: „Az előadón múlik, hogy hajlandó-e más verzióban is kiadni a lemezt. Ez esetben a zenekar úgy döntött, nem teszi meg ezt a lépést, így sajnos nem tudjuk árusítani az albumukat.”
A Green Day kapta a 2009. év legjobb rockalbumáért járó Grammyt.

### ¡Uno! ¡Dos! ¡Tré!(2012–2016)
2012. szeptember 21-én jelent meg a trilógia első albuma, az ¡Uno!. Ez az album 3 kislemezt tartalmazott, az egyik Oh Love, a másik Kill the DJ, a harmadik pedig Let Yourself Go néven futott. Az ¡Uno!-t követte a ¡Dos!, majd a ¡Tré!. A trilógiát a rajongók a Green Day mélypontjának tekintik, amelyet Billie Joe meg is erősített egy interjújában, és bevallotta, csak a tudatmódosító szerek hatására írták ezt a három albumot: "Azokban a lemezekben semmilyen cél nem volt. Csak a mennyiség miatt csináltuk. Szóval csak nyomtuk neki, mint az állat."

### Revolution Radio (2016. október 7.)
A Revolution Radio-t már nagy "hype" vette körül azóta, hogy Billie Joe egy kisvideót posztolt ki Instagramjára, melyben bemutatta, hogy újra együtt a nagy csapat. Majd folytatódtak a posztok, és 2016. augusztus 11-én meg is jelent az albumról egy kislemez Bang Bang néven. Nagy siker övezte ezt a számot, s az október 7-én megjelenő album is igazán ütős lett. Számaikban fellelhetők különböző reflekciók a kor politikai helyzeteiről. Troubled Times című számukra például a párizsi terrortámadás adta az ihletet, de mellé még Donald Trumpnak is megpróbál tükröt mutatni. Vannak természetesen saját vonatkoztatású dalok is, például a Still Breathing, amit Billie Joe rehabilitációra távozásának 4. évfordulóján adtak ki. Ennek az albumnak a felvételén már Jason White nem vett részt, csak a turnékon segédkezik majd, amelynek keretein belül januárban színpadra is lépnek szerte Európában.

## Diszkográfia
| Album címe                               | Kiadás ideje         |
| ---------------------------------------- | -------------------- |
| 1,039 Smoothed Out Slappy Hours          | 1990. április        |
| Kerplunk!                                | 1991. január 17.     |
| Dookie                                   | 1994. február 1.     |
| Insomniac                                | 1995. október 10.    |
| Nimrod.                                  | 1997. október 14.    |
| Warning                                  | 2000. október 3.     |
| International Superhits (válogatáslemez) | 2001. november 13.   |
| Shenanigans (válogatáslemez*)            | 2002. július 2.      |
| American Idiot                           | 2004. szeptember 21. |
| Bullet in a Bible (koncertfelvétel)      | 2005. november 15.   |
| 21st Century Breakdown                   | 2009. május 15.      |
| Awesome as F**k (koncertfelvétel)        | 2011. március 22.    |
| ¡Uno!                                    | 2012. szeptember 25. |
| ¡Dos!                                    | 2012. november 13.   |
| ¡Tré!                                    | 2012. december 11.   |
| ¡Cuatro!                                 | 2013. szeptember 24. |
| Demolicious (demo-válogatás)             | 2014. április 19.    |
| Revolution Radio                         | 2016. október 7.     |
| Father of All Motherfuckers!             | 2020. február 7.     |
| Saviors                                  | 2024. január 19.     |

The Essentials                     / 2020.
*Korábban kiadatlan dalokat, feldolgozásokat, B-oldalas számokat tartalmaz.